# Callum O'Brien
Pour les articles homonymes, voir O'Brien.
Callum O'Brien, né le 4 novembre 1982 à Cambridge (Nouvelle-Zélande), est un joueur professionnel de squash représentant la Nouvelle-Zélande. Il atteint en juin 2005  la 61e place mondiale sur le circuit international, son meilleur classement. Il est champion de Nouvelle-Zélande en 2006.

## Biographie
En 2006, il devient champion national néo-zélandais pour la première fois après une victoire en finale face à Kashif Shuja après deux finales perdues face à ce même joueur en 2003 et 2005.
Cette même année, il représente la Nouvelle-Zélande aux Jeux du commonwealth. En 2007, il met fin à sa carrière active après une opération de la hanche. Il est marié depuis 2013.

## Palmarès

### Titres
- Championnat de Nouvelle-Zélande : 2006